# Ibrahim Jalaf
Ibrahim Jalaf –en árabe, إبراهيم خلف– (Amán, 9 de julio de 1986) es un deportista jordano que compite en judo. Ganó una medalla de bronce en el Campeonato Asiático de Judo de 2016 en la categoría de –90 kg.

## Palmarés internacional
| Campeonato Asiático | Campeonato Asiático  | Campeonato Asiático | Campeonato Asiático |
| Año                 | Lugar                | Medalla             | Categoría           |
| ------------------- | -------------------- | ------------------- | ------------------- |
| 2016                | Taskent (Uzbekistán) | Medalla de bronce   | –90 kg              |